# Паулу-ди-Фария
Паулу-ди-Фария (порт. Paulo de Faria)  —  муниципалитет в Бразилии, входит в штат Сан-Паулу. Составная часть мезорегиона Сан-Жозе-ду-Риу-Прету. Входит в экономико-статистический  микрорегион Сан-Жозе-ду-Риу-Прету. Население составляет 8585 человек на 2006 год. Занимает площадь 740,833 км². Плотность населения — 11,6 чел./км².

## История
Город основан в 1944 году.

## Статистика
- Валовой внутренний продукт на 2003 составляет 135.555.873,00 реалов (данные: Бразильский институт географии и статистики).
- Валовой внутренний продукт на душу населения на 2003 составляет 15.886,07 реалов (данные: Бразильский институт географии и статистики).
- Индекс развития человеческого потенциала на 2000 составляет 0,754 (данные: Программа развития ООН).